# G.I. Bill

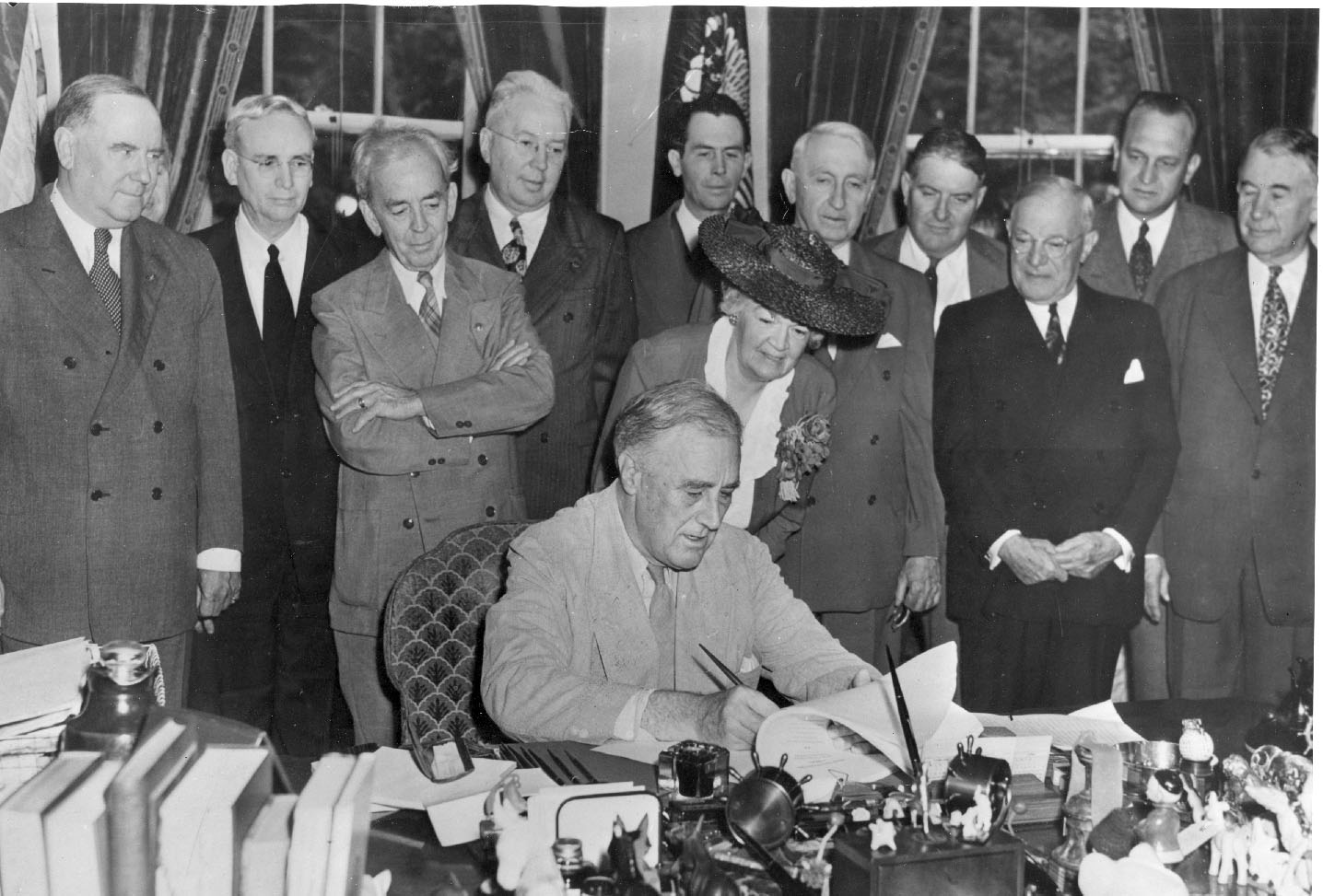
Prezident Roosevelt dne 22. června 1944 podepisuje G.I. Bill.

Zákon o znovuzačlenění vojáků do pracovního a civilního života (Servicemen's Readjustment Act) z roku 1944, běžně známý jako G.I. Bill, byl americký zákon, který poskytoval řadu výhod některým veteránům druhé světové války (běžně označovaným jako G.I.s). Původní platnost zákona G.I. Bill skončila v roce 1956, ale termín "G.I. Bill" se stále používá pro označení programů vytvořených na pomoc některým americkým vojenským veteránům.
Byl z velké části navržen a schválen Kongresem v roce 1944 v rámci úsilí obou politických stran, které vedla Americká legie, jež chtěla odměnit prakticky všechny válečné veterány. Od první světové války stála Legie v čele lobbingu v Kongresu za velkorysé výhody pro válečné veterány. Prezident Franklin Delano Roosevelt naopak chtěl mnohem menší program zaměřený na chudé lidi bez ohledu na vojenskou službu. Konečný návrh zákona zajistil okamžité finanční odměny prakticky všem veteránům druhé světové války, čímž se vyhnul velmi spornému odloženému vyplácení životních pojistek veteránům první světové války, které způsobilo politické nepokoje ve 20. a 30. letech 20. století. Mezi výhody patřily levné hypotéky, nízkoúročené půjčky na zahájení podnikatelské nebo zemědělské činnosti, roční podpora v nezaměstnanosti a účelově vázané platby školného a životních nákladů na studium na střední, vysoké nebo odborné škole. Tyto dávky byly k dispozici všem veteránům, kteří byli ve válečných letech v aktivní službě po dobu nejméně 90 dnů a nebyli propuštěni pro ztrátu cti.
Do roku 1956 využilo 7,8 milionu veteránů vzdělávací benefity G.I. Bill, z toho asi 2,2 milionu na vysoké školy a dalších 5,6 milionu na nějaký druh vzdělávacího programu. Historici a ekonomové hodnotí G.I. Bill jako významný politický a ekonomický úspěch – zejména v kontrastu se zacházením s veterány první světové války – a jako významný příspěvek k zásobám lidského kapitálu v USA, který podpořil dlouhodobý hospodářský růst.
G.I. Bill byl však kritizován za to, že část prostředků směřovala do výdělečných vzdělávacích institucí. Byl navíc rasově diskriminační, protože byl přizpůsoben zákonům Jima Crowa. Kvůli diskriminaci ze strany místních a státních samospráv i soukromých subjektů v oblasti bydlení a vzdělávání nepřinesl G.I. Bill takový prospěch Afroameričanům, jaký přinesl bílým Američanům. Historik Ira Katznelson z Kolumbijské univerzity popsal zákon jako pozitivní diskriminaci pro bílé. G.I. Bill byl kritizován za zvyšování rasových majetkových rozdílů.
Zákon o podpoře vzdělávání veteránů po 11. září z roku 2008 dále rozšířil výhody a poskytl veteránům finanční prostředky na plné pokrytí nákladů na jakoukoli veřejnou vysokou školu v jejich státě. Zákon G.I. Bill byl rovněž upraven přijetím zákona Forever GI Bill v roce 2017.

## Historie

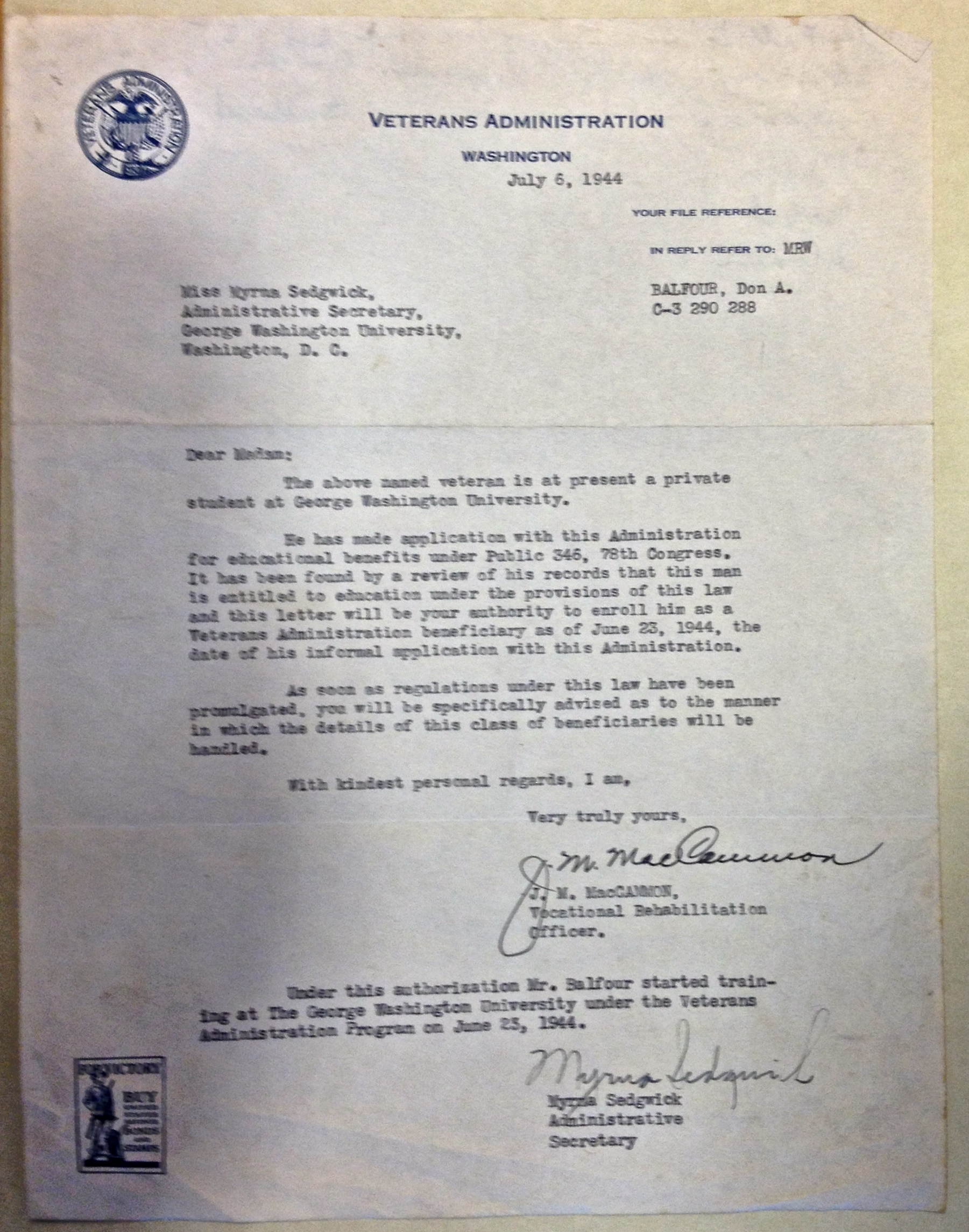
Don A. Balfour byl "prvním příjemcem GI Bill z roku 1944". Dopis Správy veteránů Univerzitě George Washingtona.

Dne 22. června 1944 byl podepsán zákon o znovuzačlenění vojáků (Servicemen's Readjustment Act of 1944), obecně známý jako G.I. Bill of Rights. Profesor Edwin Amenta uvádí:
Příspěvky pro veterány byly výhodnou nabídkou pro konzervativce, kteří se obávali stále vyššího zdanění a rozšiřování státních agend New Dealu. Veteránské dávky by dostala malá skupina lidí bez dlouhodobých důsledků pro ostatní a programy by spravovala Veteránská správa, čímž by se odklonila moc od byrokracie New Dealu. Takové výhody by pravděpodobně bránily stoupencům New Dealu v jejich snaze vyhrát poválečnou bitvu o trvalý systém sociální politiky pro všechny.
Během války se politici chtěli vyhnout poválečným zmatkům ohledně dávek pro veterány, které se ve 20. a 30. letech staly politickou hrou. Organizace veteránů, které vznikly po první světové válce, měly miliony členů; v Kongresu mobilizovaly podporu pro návrh zákona, který poskytoval výhody pouze veteránům vojenské služby, včetně mužů a žen. Ortiz říká, že jejich úsilí "upevnilo Veterány zahraničních válek (The Veterans of Foreign Wars of the US) a Americkou legii jako dva pilíře americké veteránské lobby na celá desetiletí".
Harry W. Colmery, předseda Republikánského národního výboru a bývalý národní velitel Americké legie, se zasloužil o sepsání prvního návrhu zákona. Své nápady si údajně zapisoval na psací papír a ubrousek v hotelu Mayflower ve Washingtonu. Skupina osmi lidí z americké legie v Salemu ve státě Illinois také své nápady na výhody pro veterány zaznamenala na ubrousky a papír. Tuto skupinu tvořili Omar J. McMackin, Earl W. Merrit, Dr. Leonard W. Esper, George H. Bauer, William R. McCauley, James P. Ringley, A. L. Starshak a guvernér státu Illinois John Stelle, který se zúčastnil slavnostního podpisu s prezidentem Rooseveltem.
Senátor USA Ernest McFarland (demokrat z Arizony) a národní velitel Americké legie Warren Atherton (republikán z Kalifornie) se aktivně podíleli na přijetí zákona a jsou známí jako "otcové zákona o vojácích z povolání". Edith Nourse Rogersovou (republikánka z Massachusetts), která se podílela na sepsání zákona a byla jeho spoluautorkou, lze pak označit za "matku zákona o vojácích z povolání". Stejně jako v případě Colmeryho byl její podíl na sepsání a přijetí tohoto zákona zastřen časem.

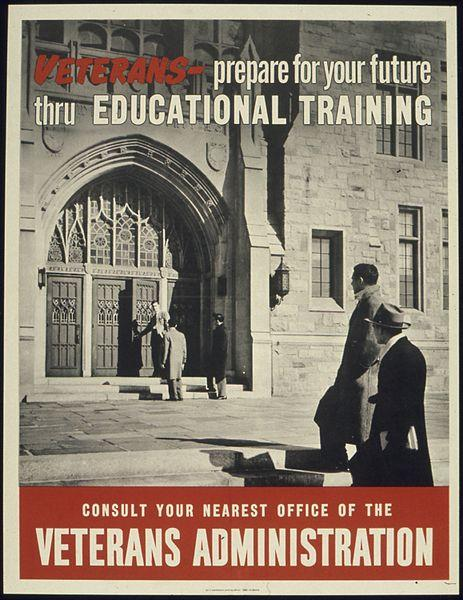
Vládní plakát informující vojáky o zákonu G.I. Bill

Návrh zákona, který původně navrhl prezident Roosevelt, obsahoval test majetkových poměrů – pouze chudí veteráni by dostali jeden rok financování; pouze ti, kteří by dosáhli nejlepších výsledků v písemné zkoušce, by dostali čtyři roky placené vysoké školy. Návrh Americké legie poskytoval plné výhody všem veteránům, včetně žen a menšin, bez ohledu na jejich majetek.
Důležitým ustanovením zákona G.I. Bill byly půjčky na bydlení s nízkým úrokem a nulovou zálohou pro vojáky. Podmínky pro novou výstavbu byly navíc výhodnější než pro stávající bydlení. To podnítilo miliony amerických rodin, aby se přestěhovaly z městských bytů do předměstských domů.
Další ustanovení bylo známé jako "klauzule 52-20 pro nezaměstnanost". Nezaměstnaní váleční veteráni dostávali 20 dolarů jednou týdně po dobu 52 týdnů, a to až po dobu jednoho roku, kdy si hledali práci. Z peněz vyčleněných pro klub 52-20 bylo rozděleno méně než 20 %. Většina vracejících se vojáků si spíše rychle našla práci nebo pokračovala ve studiu na vysoké škole.
Příjemci z dávek G.I. Bill neplatili žádnou daň z příjmu, protože nebyly považovány za příjem z výdělečné činnosti.
Původní zákon G.I. Bill skončil v roce 1956. Od vydání původního zákona je vojenským veteránům k dispozici celá řada výhod, které se běžně označují jako aktualizace zákona G.I. Bill.

### Po druhé světové válce
Větší procento veteránů z Vietnamu využilo vzdělávací dávky G.I. Bill (72 %) než veteráni z druhé světové války (49 %) nebo veteráni z korejské války (43 %).

#### Kanada
Kanada zavedla podobný program pro své veterány z druhé světové války, který měl podobně příznivý ekonomický dopad.

## Problémy

### Rasová diskriminace
Afroameričtí veteráni měli z G.I. Bill menší prospěch než ostatní.
Cílem zákona G.I. Bill bylo pomoci americkým veteránům z druhé světové války v tom, aby se přizpůsobili civilnímu životu. A to tím, že jim poskytl výhody včetně levných hypoték, nízkoúročených půjček a finanční podpory. Afroameričané neměli zdaleka takové výhody jako běloši. Historik Ira Katznelson tvrdí, že "zákon byl záměrně navržen tak, aby byl v souladu se zákony Jima Crowa". Na předměstích New Yorku a severního New Jersey bylo sjednáno 67 000 hypoték na základě zákona G.I. Bill, ale méně než 100 z nich si vzali lidé jiné než bílé pleti.
Banky a hypoteční agentury navíc odmítaly černochům poskytovat půjčky, takže G.I. Bill byl pro černochy ještě méně efektivní. Po návratu z války se černoši potýkali s diskriminací a chudobou, což představovalo překážku pro využití hypoték a vzdělávacích výhod plynoucích z G.I. Bill, protože pracovní síla a příjem byly okamžitě potřeba doma.
Většina ředitelů jižanských univerzit odmítala přijmout černochy až do revoluce za občanská práva. Segregace byla v této oblasti zákonem nařízena. Vysokých škol, které přijímaly černochy, bylo na Jihu zpočátku 100. Tyto instituce byly nižší kvality, 28 z nich bylo klasifikováno jako nabízející nižší než bakalářské vzdělání. Pouze sedm států nabízelo postgraduální vzdělávání, přičemž pro černochy nebyly k dispozici žádné akreditované inženýrské nebo doktorské programy. Všechny tyto instituce byly menší než bělošské a nesegregované univerzity a často se potýkaly s nedostatkem zdrojů.
Do roku 1946 byla na vysokou školu zapsána pouze pětina ze 100 000 černochů, kteří požádali o vzdělávací dávky. Historické černošské vysoké školy a univerzity (HBCU) se navíc dostaly pod zvýšený tlak, protože rostoucí počet studentů a omezené zdroje je donutily odmítnout přibližně 20 000 veteránů. HBCU byly již dříve nejchudšími vysokými školami. Zdroje HBCU se ještě více ztenčily, když si požadavky veteránů vyžádaly rozšíření učebních osnov.
Přestože černoši naráželi na mnoho překážek při získávání výhod G.I. Bill, zákon výrazně rozšířil počet Afroameričanů navštěvujících vysoké školy a postgraduální studium. V roce 1940 činil podíl zapsaných černochů na vysokých školách 1,08 % z celkového počtu vysokoškoláků v USA. Do roku 1950 se zvýšil na 3,6 %. Tyto přírůstky se však týkaly téměř výhradně severních států a v důsledku zákona G.I. Bill se prohloubily rozdíly ve vzdělání a ekonomické rozdíly mezi bělochy a černochy na národní úrovni. Vzhledem k tomu, že 79 % černošské populace žilo v jižních státech, byly vzdělávací úspěchy omezeny na malou část černošského obyvatelstva Spojených států.

### Obchodní námořnictvo
Kongres nezahrnul veterány obchodního námořnictva do původního zákona G.I. Bill, přestože podle zákona o obchodním námořnictvu z roku 1936 byli v době války považováni za vojenský personál. Když prezident Roosevelt (demokrat) v červnu 1944 podepisoval G.I. Bill, prohlásil: "Věřím, že Kongres brzy poskytne podobné možnosti i příslušníkům obchodního námořnictva, kteří během války opakovaně nasazovali své životy pro blaho své země." Později, když už bylo nejmladším veteránům druhé světové války kolem 90 let, se objevily snahy ocenit přínos obchodního námořnictva tím, že se zbývajícím pozůstalým poskytnou určité výhody. V roce 2007 byly v Kongresu předloženy tři různé návrhy zákonů, které se touto problematikou zabývaly, z nichž pouze jeden prošel ve Sněmovně reprezentantů. Zákon o dodatečném poděkování obchodním námořníkům z druhé světové války z roku 2007 stanoví, že ministr pro záležitosti veteránů vyplácí každému jednotlivci, který byl v období od 7. prosince 1941 do 31. prosince 1946 prokazatelně příslušníkem amerického obchodního námořnictva (včetně armádní dopravní služby a námořní dopravní služby), odškodnění ve výši 1 000 dolarů měsíčně. Tento návrh zákona předložil Sněmovně reprezentant Bob Filner (demokrat z Kalifornie) v roce 2007 a Sněmovnou prošel, ale Senátem nikoli, takže se nestal zákonem.
Dalším pokusem o zařazení obchodního námořnictva do zákona G.I. Bill byl zákon 21st Century G.I. Bill of Rights Act z roku 2007, který představila demokratická senátorka Hillary Clintonová. Zákon poskytuje základní vzdělávací pomoc ozbrojeným silám nebo zálohám, které jsou po 11. září 2001: (1) nasazeny v zahraničí; nebo (2) slouží v souhrnu alespoň dva roky nebo jsou před tímto obdobím propuštěny z důvodu postižení souvisejícího se službou, obtíží nebo určitých zdravotních podmínek. Těmto osobám náleží 36 měsíců podpory na vzdělávání. Jeff Miller (republikán z Floridy) dosáhl toho, že sněmovna schválila snazší přístup k zákonu G.I. Bill "ověřením čestné služby jako pobřežní obchodní námořník mezi 7. prosincem 1941 a 31. prosincem 1946 pro účely nároku na dávky pro veterány podle zákona GI Bill Improvement Act of 1977". Návrh prošel Sněmovnou reprezentantů a dále se nedostal.

### Vysoké školy zaměřené na veterány
Po zavedení GI Bill ve 40. letech 20. století vznikla celá řada komerčních "fly-by-night" (pomíjivých) odborných škol. Některé z těchto komerčních vysokých škol se stále zaměřují na veterány, na které se nevztahuje pravidlo 90-10 pro federální financování. (Pravidlo 90-10 odkazuje na americký předpis, kterým se řídí ziskové vysokoškolské vzdělávání. Omezuje procento příjmů, které může soukromá škola získat z federálních zdrojů finanční pomoci, na 90 %; zbylých 10 % příjmů musí pocházet z alternativních zdrojů.) Tato mezera v zákoně podporuje výdělečné vysoké školy v tom, aby se zaměřovaly na veterány a jejich rodiny a agresivně je nabíraly. Legislativní snahy o odstranění této mezery v zákoně selhaly.
Podle srovnávacího nástroje GI Bill Comparison Tool jsou největšími příjemci prostředků z GI Bill tyto univerzity:
- University of Phoenix: $190,941,289
- University of Maryland Global Campus: $67,806,473
- American Public University System: $58,773,186
- Full Sail University: $48,678,834
- Colorado Technical University: $48,024,079
- Arizona State University: $42,759,321
- Liberty University: $33,938,851
- National University: $32,080,876
- Southern New Hampshire University: $30,986,463

Náborové agentury jako QuinStreet také působily jako třetí strany při náboru veteránů pro podřadné vysoké školy.

## Další právní záruky
Ve státě Kalifornie platí pravidlo 85-15, jehož cílem je zabránit predátorským a "fly-by-night" (pomíjivým) výdělečným vysokým školám v tom, aby se zaměřovaly na veterány.
V roce 2012 vydal prezident Barack Obama vládní nařízení č. 13607, aby zajistil, že příslušníci vojenských služeb, veteráni a jejich rodiny nebudou agresivně oslovováni podřadnými vysokými školami.
Ministerstvo pro záležitosti veteránů spravuje webové stránky pro veterány, kde si mohou porovnat vysoké školy, které využívají GI Bill, aby mohli rozumně využívat své vzdělávací výhody.
Ministerstvo pro záležitosti veteránů má také systém zpětné vazby, kde mohou veteráni podávat stížnosti na školy, které navštěvují.